# Miho Manya
Miho Manya (født 5. november 1996) er en japansk fodboldspiller. Hun er medlem af Japans kvindefodboldlandshold.

## Japans fodboldlandshold
| Japans landshold | Japans landshold | Japans landshold |
| År               | Kmp              | Mål              |
| ---------------- | ---------------- | ---------------- |
| 2017             | 7                | 0                |
| Total            | 7                | 0                |